# Kerk aan Zee
De Kerk aan Zee is een laatgotisch kerkgebouw uit de 15e eeuw in de Noord-Hollandse plaats Muiderberg. De kerk is gebouwd op de Kavelberg aldaar.

## Beschrijving

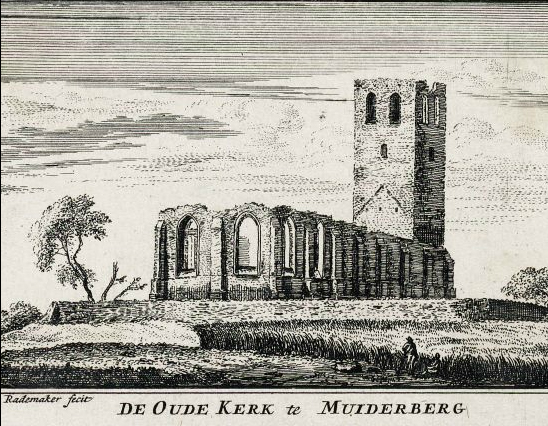
De kerk voor de herbouw in 1686 afgebeeld op een gravure van Abraham Rademaker

Het eenbeukige kerkgebouw werd in de 15e eeuw gebouwd ten behoeve van de rooms-katholieke eredienst op de plaats waar eerder een kapel had gestaan. Deze kapel was gebouwd ter ere van graaf Floris V die in deze omgeving was vermoord. Bij de beeldenstorm van 1566 werd de kerk verwoest, maar werd daarna herbouwd ten behoeve van de protestanten. Het gebouw heeft twee grote branden moeten verduren. Na de eerste brand in 1630 werd de kerk na ruim vijftig jaar, in 1686, weer hersteld. In de 18e eeuw is de spits van de toren verdwenen. Bij de tweede brand op 18 februari 1934 ging een groot deel van het interieur verloren, maar de toren bleef gespaard. De ongelede toren heeft na die tijd zijn nieuwe bekroning gekregen naar een ontwerp van de gemeentearchitect Nicolaas Doornberg. In 1978 vond de restauratie van de toren plaats. De kerk is erkend als rijksmonument.